# Železniční trať Nezamyslice–Morkovice
Železniční trať Nezamyslice–Morkovice (v jízdním řádu pro cestující naposledy označená číslem 302) v Olomouckém kraji a Zlínském kraji byla lokální jednokolejná železniční trať o délce 12 km, na které byla v roce 1998 ukončena veškerá osobní doprava. Nákladní doprava byla na této trati ukončena ještě dříve. Jednalo se o dráhu regionální. Dráha je v současné době úředně i fyzicky zrušena a zčásti nahrazena cyklostezkou.

## Roky 1909–1998
Lokální trať Nezamyslice–Morkovice byla uvedena do provozu v roce 1909, čímž se zlepšila dopravní obslužnost zdejší oblasti. Trať byla důležitá zvlášť pro občany Morkovic a sousedních Slížan.
Už při zahájení provozu se počítalo s tím, že se lokálka napojí na železniční trať Kroměříž–Zborovice, která je dodnes v provozu, dostavbou úseku Zborovice–Morkovice o délce 5 km. Trať by tedy vedla z Nezamyslic přes Morkovice a Zborovice až do Kroměříže, propojovala by hlavní trať Brno–Přerov s hlavní tratí Kojetín – Valašské Meziříčí. V roce 1909 byl sepsán protokol o výstavbě trati Morkovice–Zborovice. Spolu s železničním spojením Zdounky–Koryčany (na trati Nemotice–Koryčany) měly tratě propojit město Kroměříž s Brnem.
Rušením lokálních tratí se „Morkovička“ vyhýbala, ale trať nemohla konkurovat automobilové a autobusové dopravě, jelikož vedla mimo obce a důležitá byla pouze pro občany Morkovic-Slížan. Z tohoto důvodu byla k datu změny jízdního řádu 25. ledna 1998 (poslední vlak, Os 26065, projel v poslední pracovní den 23. ledna 1998) zastavena veškerá doprava na trati a byla zavedena náhradní autobusová doprava.

## Od roku 1998
Po ukončení pravidelné dopravy se trať využívala pro odstavení správkových vozů. 25. dubna 1998 se však jedna z kolon vozů nedaleko zastávky Uhřice samovolně rozjela směrem na Nezamyslice; cestou narážela do dalších vagónů, pohybem asi 280 vagónů následně došlo k rozsáhlému vykolejení a poškození trati. Nepoužívaná trať následně rychle chátrala.
Náhradní autobusová doprava byla z Nezamyslic do Morkovic provozována do roku 2005, kdy byla také zrušena.[zdroj?] K 11. prosinci 2005 byla celá trať zrušena a v závěru roku 2009 přešla do majetku města Morkovice-Slížany.
V kolejích rostly náletové keře a část kolejí byla v úseku Těšice–Tištín vytrhána kvůli stavbě silnice. V roce 2006 byla snesena další část tratě.[zdroj?]
V roce 2011 bylo rozhodnuto o výstavbě cyklostezky v původním tělese trati. V tom roce se také cyklostezka dokončila, ale slavnostně otevřena byla až v květnu 2012. V roce 2012 bylo stále zachováno nezamyslické místní nádraží, kde trať začínala a to včetně kolejí, avšak v současné době je dráha již celá fyzicky zlikvidována. Zachovalo se pouze několik budov, zarostlá nástupiště, kilometrovníky, několik telefonních sloupů a staniční cedule.

## Stanice a zastávky

### Železniční stanice a zastávky
- km 0 Nezamyslice (Nezamyslice místní nádraží - oddělené kolejiště a budova, přístupné po lávce)
- km 2 Těšice
- km 3 Tištín
- km 7 Koválovice-Osíčany
- km 8 Prasklice
- km 10 Uhřice u Kroměříže
- km 12 Morkovice (část města Morkovice-Slížany)

### Zastávky náhradní autobusové dopravy
- Nezamyslice
- (Nezamyslice ZŠ.,zast.ČSAD)
- (Dřevnovice zast.ČSAD)
- Těšice (zast.ČSAD)
- Tištín (zast.ČSAD)
- Koválovice (zast.ČSAD)
- (Osíčany zast.ČSAD)
- Prasklice (zast.ČSAD)
- Uhřice u Kroměříže (nezastavuje žádný spoj)
- Pornice (zast.ČSAD)
- (Morkovice nám.)
- Morkovice
- (Uhřice u Kroměříže zast.ČSAD)

## Galerie

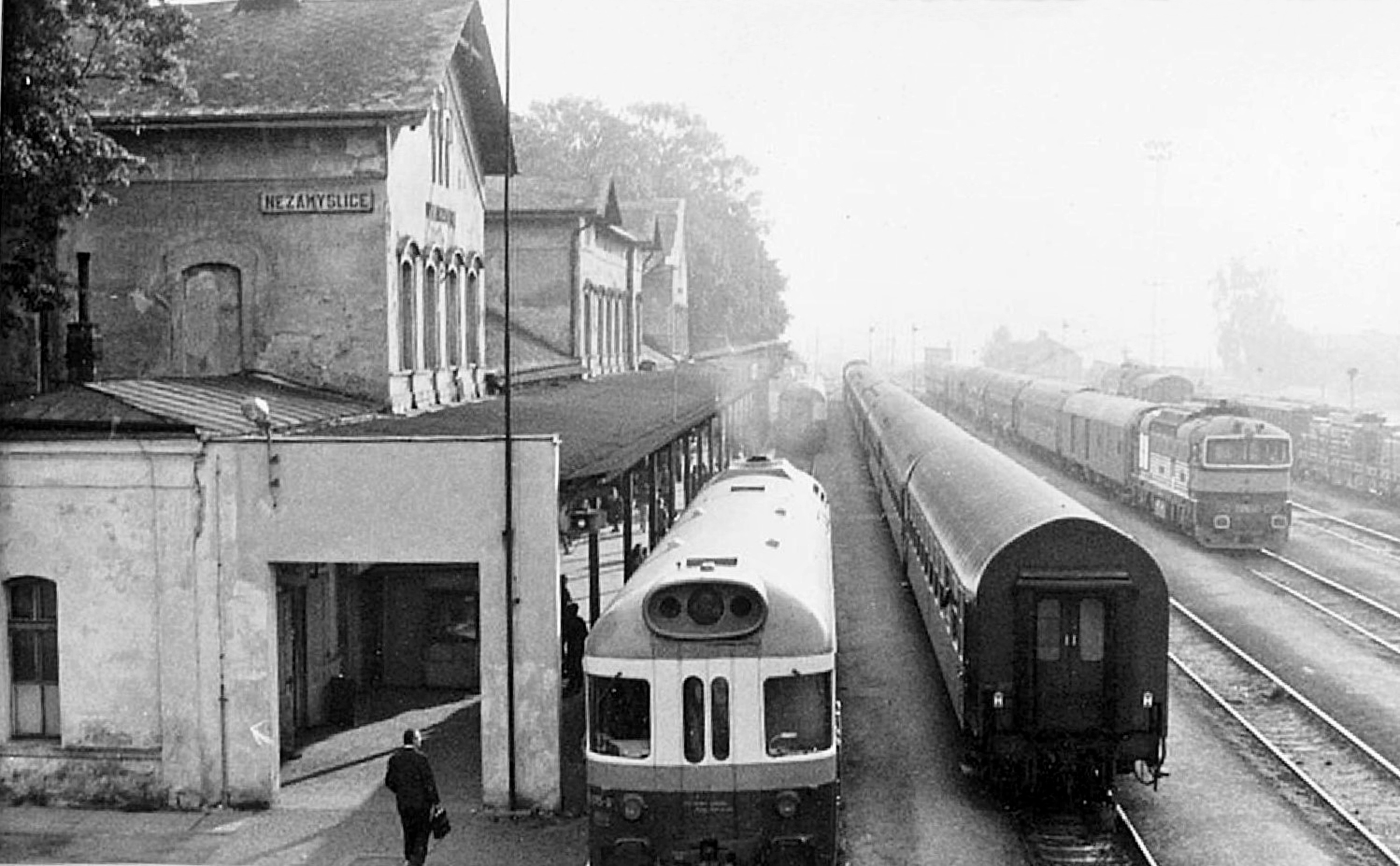
Nádraží Nezamyslice (80. léta)
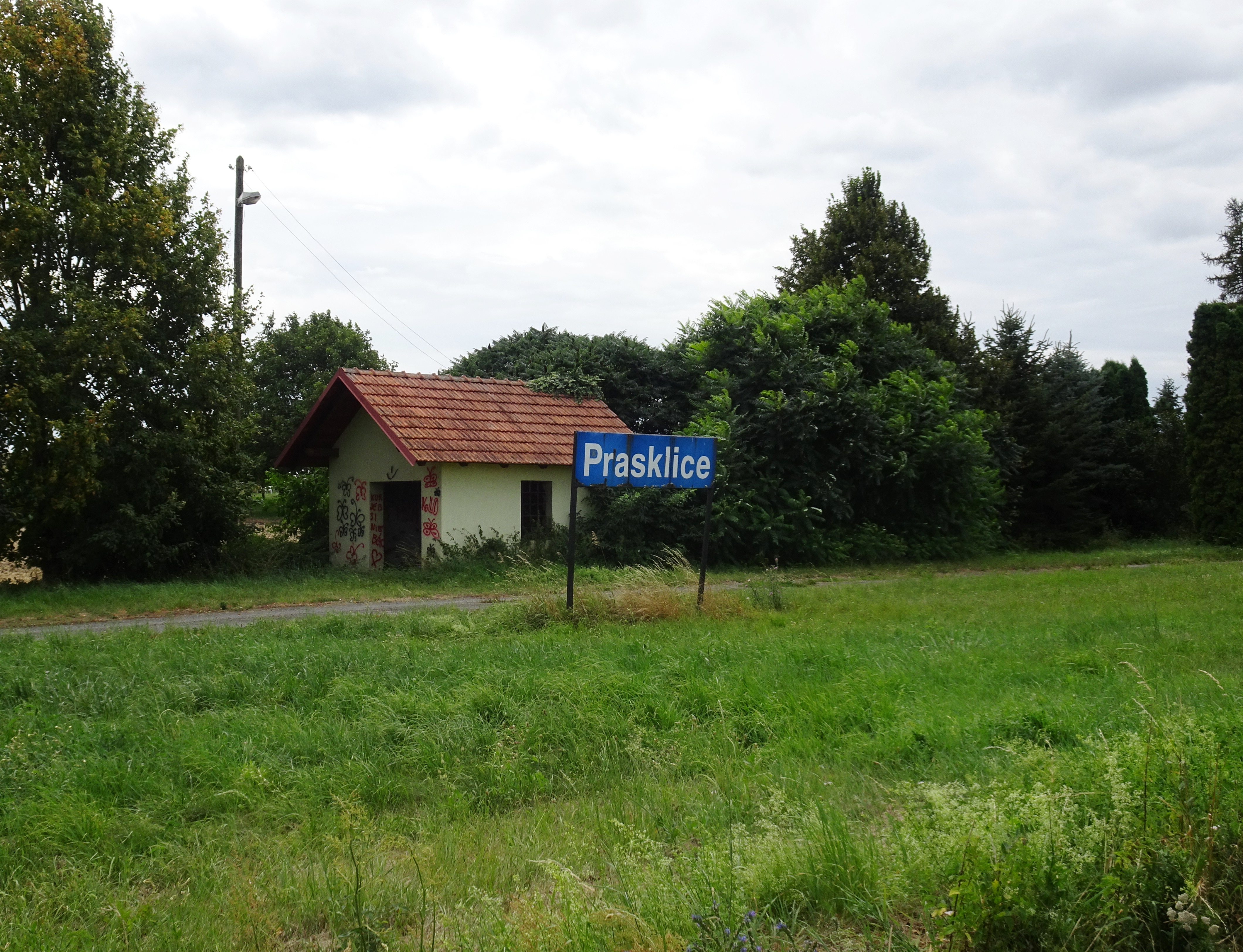
Bývalé nádraží Prasklice
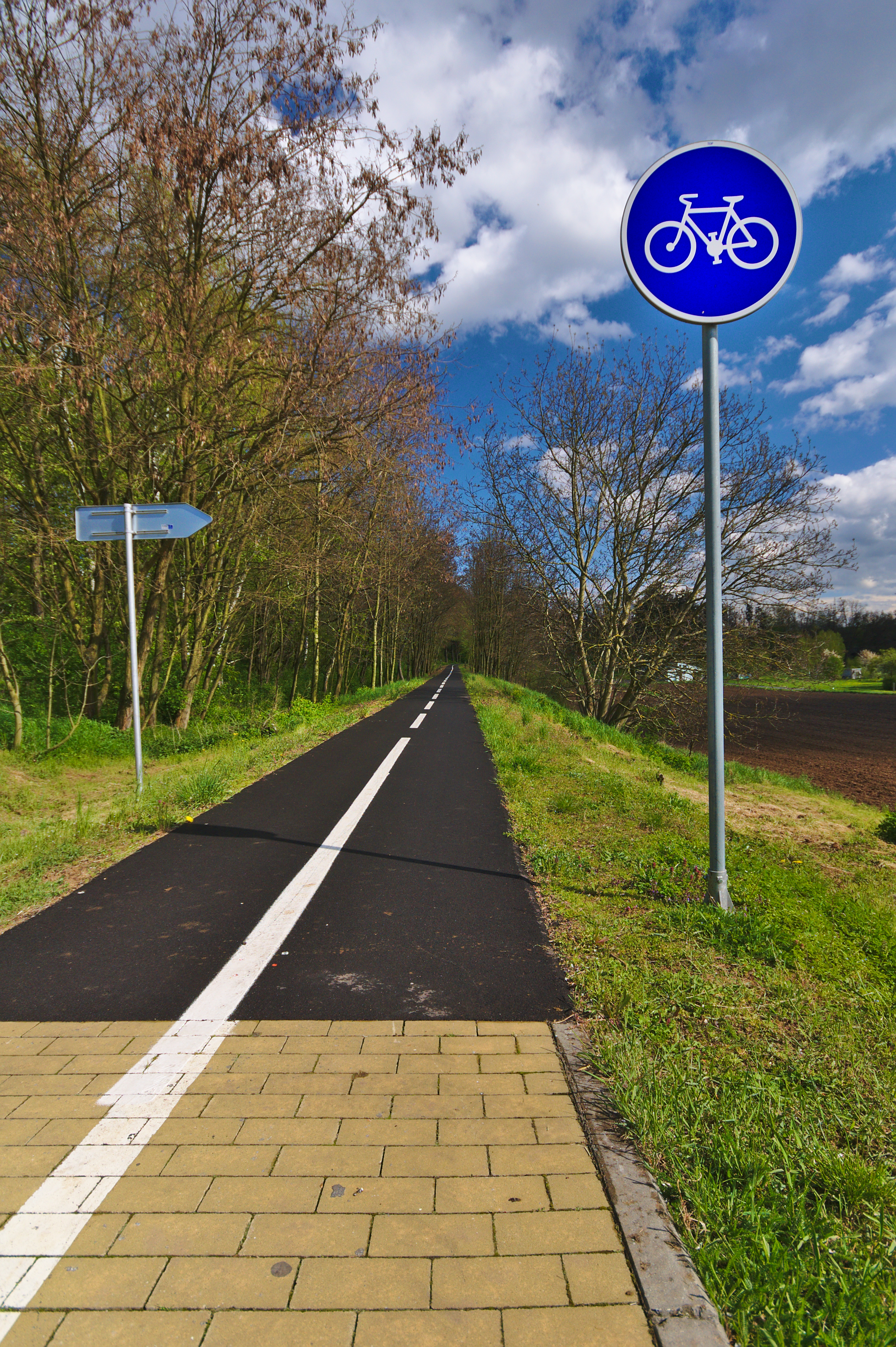
Cyklostezka na místě bývalé železniční trati u Tištína